# 中和站 (新北市)

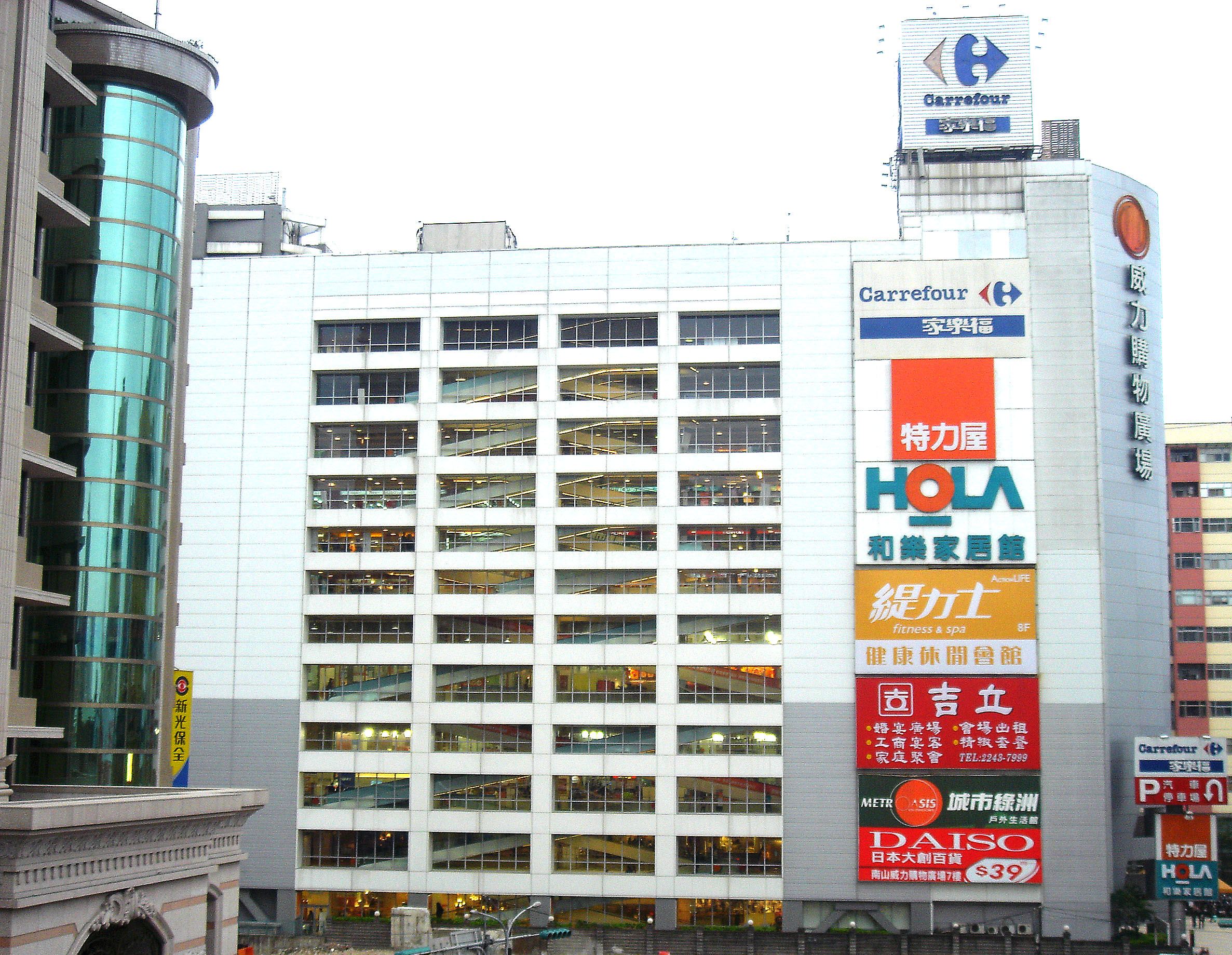
中和站所在位置，利用南山威力購物廣場（圖中大樓）前方之空地興建

中和站位於臺灣新北市中和區，是台北捷運營運中的環狀線及興建中的萬大線的交會轉乘捷運車站，其中環狀線已於2020年1月31日通車，而萬大線將於2025年12月底完工。

## 車站概要
捷運在此處設站，可追溯至中和線早期版本中，以景平路為終點站──1986年3月27日第1976次行政院會議決定，中和線由此出發，經中正橋、永和路、中和路，末端彎入景平路設終點站，全長約6.5公里；行政院在同年4月4日以「臺75交6753號函」核復交通部、臺北市政府。然而臺北市政府捷運工程局成立後，重新評估中和線，認為末端（景平路）路線與環狀線重疊，故將終點站改設在臺鐵中和車站，並以此定案。
2013年11月4日在臺北市政府捷運工程局網頁定名為「中和站」。車站編號為Y12。

## 車站構造
車站位於新北市中和區中山路二段與景平路交叉口、連城路與景平路口西南側之連城路下方；車站編號為Y12／LG06。未來將成為高架與地下交會車站，其中環狀線部分為高架，位於中山路二段上，大廳用地則由原位於景平、中山路二段路口之「大川冷凍」拆除而得；萬大線部分為地下站，位於連城路下方。兩者之間將於景平路地下設置聯絡步道，另因道路狹窄，為防萬大線興建時二次開挖造成周圍交通再次陷入黑暗期，通往萬大線站體的連通道在環狀線施工時便先行施作。環狀線車站設有一處出入口。
- 環狀線：地上五層側疊式月台車站，兩個側式月台分別位於地上第三層與第五層（兩月台層間上下平行），形成側疊式月台[8]。
- 萬大線：地下四層車站，月台型式採側疊式月台，車站開挖深度約30公尺，兩個側疊式月台分別位於地下第二層及第四層兩月台間上下平行重疊，兩個出入口。[9]

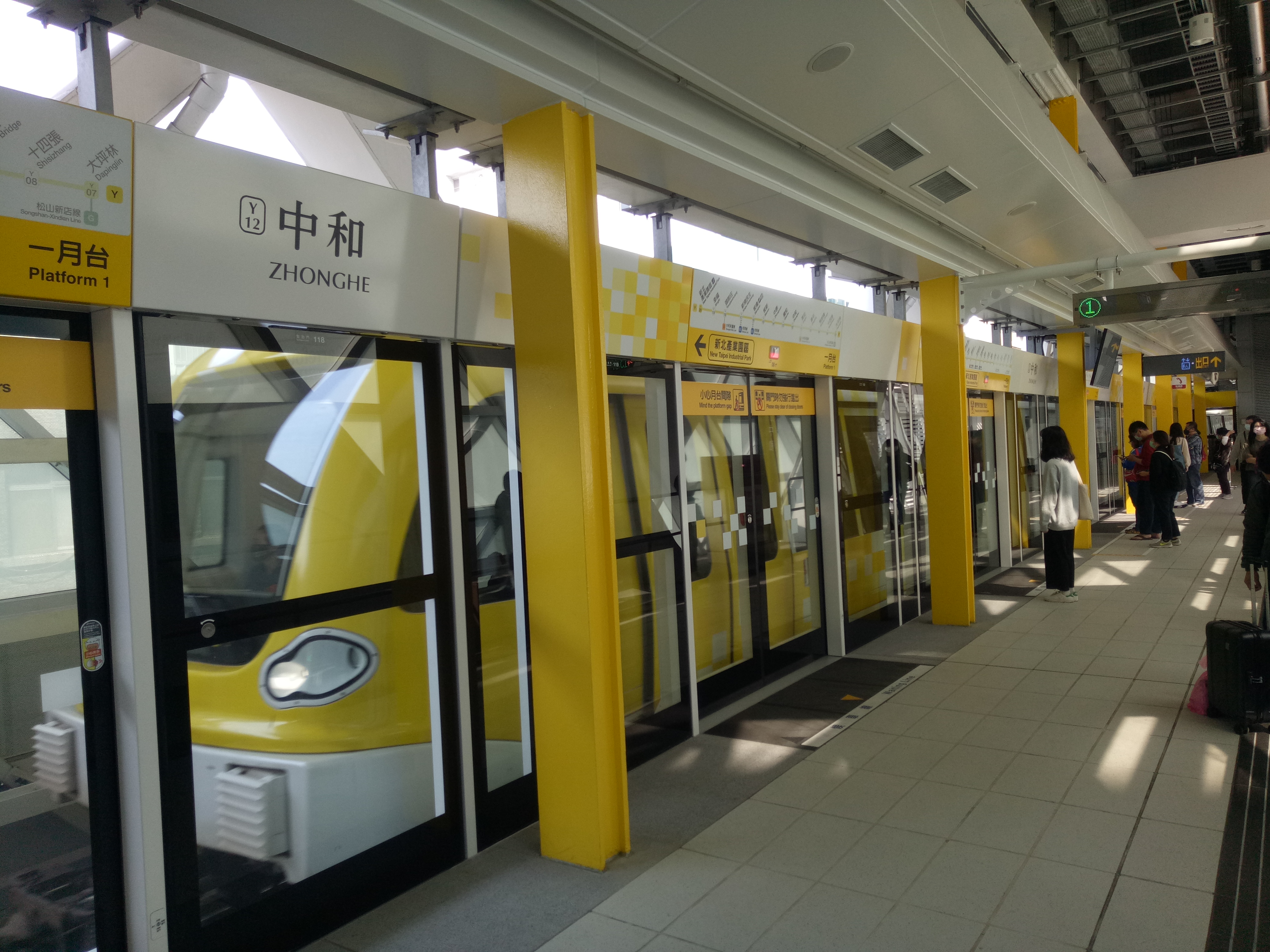
環狀線中和站一月台

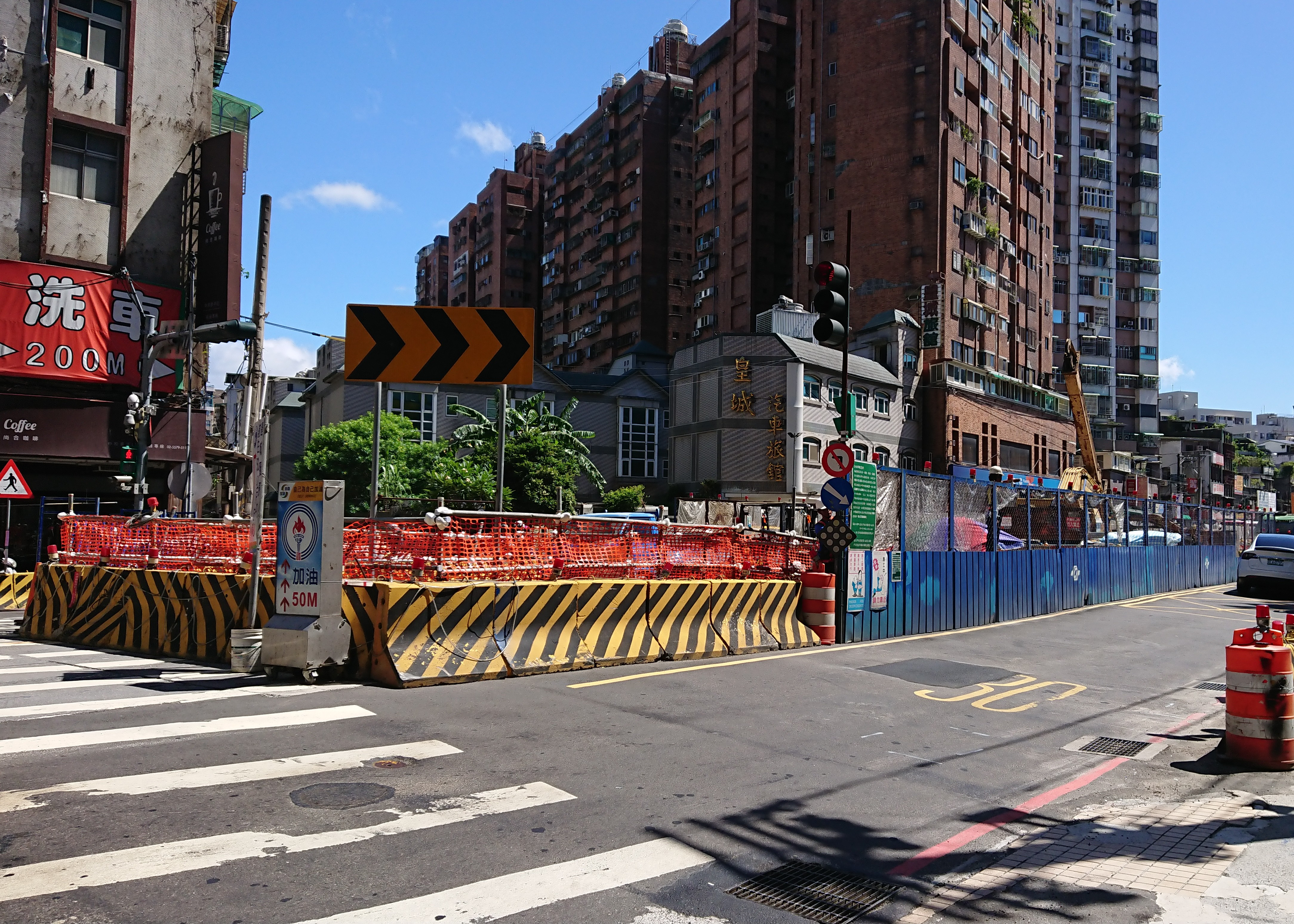
位於連城路的萬大樹林線工地

### 車站樓層
|           |                        |                                                                           |
| 地上 五樓 | 二月台                 | 環狀線 往大坪林方向（Y11 景安站）→                                        |
| 地上 五樓 | 側式月台，右側開門     |                                                                           |
| 地上 三樓 | 一月台                 | ← 環狀線 往新北產業園區方向（Y13 橋和站）                                 |
| 地上 三樓 | 側式月台，左側開門     |                                                                           |
| 地面      | 環狀線大廳層           | 出入口、車站大廳、詢問處、自動售票機、驗票閘門 販賣店、洗手間（付費區內） |
| 地下 一樓 | 萬大線大廳層（興建中） | 車站大廳、詢問處、自動售票機、驗票閘門                                    |
| 地下 一樓 | 萬大線大廳層（興建中） | 洗手間                                                                    |
| 地下 二樓 | 一月台                 | 萬大樹林線 往莒光／迴龍方向（LG07 連城錦和站）→                           |
| 地下 二樓 | 側式月台，右側開門     |                                                                           |
| 地下 四樓 | 二月台                 | ← 萬大樹林線 往中正紀念堂方向（LG05 永和永平國小站）                      |
| 地下 四樓 | 側式月台，左側開門     |                                                                           |

### 車站出口
| 出入口                      | 圖片         | 位置                                   |
| --------------------------- | ------------ | -------------------------------------- |
| 出入口1                     |              | 中山路二段（華中橋、南山威力購物中心） |
| 出入口2                     | 尚未建設完成 |                                        |
| 出入口3                     | 尚未建設完成 |                                        |
| 註： 設有電梯 \| 設有手扶梯 |              |                                        |

## 歷史
- 2012年4月12日：中和區公所召開萬大線車站命名會議，因與捷運環狀線華中橋站交會，會議結論建議更名為中和站，採建議案方式提送主管機關臺北市政府捷運工程局研議。
- 2014年10月28日：位於連城路的萬大線站體動工。
- 2019年10月25日：臺北市政府辦理環狀線第一階段初勘作業。
- 2020年1月5日：交通部辦理環狀線第一階段履勘作業。
- 2020年1月19日：環狀線「新北產業園區—大坪林」段開放試營運，試乘時間於上午10點至下午4點[10][11]。
- 2020年1月31日：環狀線中和站隨著環狀線「新北產業園區—大坪林」段正式通車而啟用[1][2][3]。
- 2021年6月7日：晚間10時55分發生環狀線列車多重故障警訊導致列車停駛事件；往大坪林站方向列車自中和站發車後於該站和景安站間軌道發生推進故障、車載控制設備故障、脫軌偵測等多重故障警訊。導致環狀線進行單線雙向降級運轉，運轉模式為大坪林站至景安站班距約16分鐘、景安站至新北產業園區站單線雙向運行，班距約40分鐘直至當日收班。本次事件造成單線運轉約1小時47分鐘，受影響約8列車、290人，最大列車延誤時間約37分鐘[12]。
- 2023年1月31日：環狀線第一階段（新北產業園區站-大坪林站）交回新北捷運公司營運[13]。
- 2024年4月3日：因發生花蓮大地震，本站隨環狀線全線停駛[14]。
- 2024年4月7日：本站隨「中和－大坪林」段搶通恢復營運，一月台改停靠往大坪林的列車，班距約10分鐘一班，二月台暫不開放[15]。
- 2024年12月9日：因「板新－橋和」段下行軌道修復已完成，自當日起開始進行環狀線全線動態測試，期間恢復原有營運模式及搭車月台和方向，在全線恢復營運前本站一月台改為「中和－大坪林」旅客下車月台（列車空車開往板橋、新北產業園區），二月台恢復使用（自板橋站開駛空車進入本站調度），往大坪林方向需在二月台候車。
- 2024年12月12日：「板新－橋和」段修復並測試完成，於當日12時恢復通車。
- 2025年12月31日：預定萬大-中和-樹林線第一期工程完工，通車未定。

## 利用狀況
| 年   | 年間      | 年間      | 年間      | 年間   | 單日平均 | 單日平均 |
| 年   | 上車      | 下車      | 上下車計  | 來源   | 上車     | 上下車   |
| ---- | --------- | --------- | --------- | ------ | -------- | -------- |
| 2020 | 1,422,846 | 1,456,928 | 2,879,774 | [ 16 ] | 4,089    | 8,275    |
| 2021 | 1,264,245 | 1,293,357 | 2,557,602 | [ 16 ] | 3,463    | 7,007    |
| 2022 | 1,444,707 | 1,464,467 | 2,909,174 | [ 16 ] | 3,958    | 7,970    |

## 車站周邊
- 華中橋
- 南山威力購物廣場
- 新北市公共自行車租賃系統捷運中和站
- 大潤發中和店
- 財政部北區國稅局中和稽徵所
- 中和廣濟宮
- 中和福和宮
- 枋寮公有零售市場
- 國泰世華銀行
- 好市多中和店
- 法務部調查局北部地區機動工作站
- 南山中學
- 中和國小

## 公車資訊
站牌名為《捷運中和站(中山路)》、《捷運中和站(景平路)》、《華中橋》。
| 編號               | 經營業者                   | 區間                                                       | 備註                                                                     |
| ------------------ | -------------------------- | ---------------------------------------------------------- | ------------------------------------------------------------------------ |
| 5                  | 大都會客運                 | 中和－行天宮                                               | 停靠《捷運中和站(中山路)》。                                             |
| 51                 | 臺北客運                   | 南雅站－永和                                               | 停靠《捷運中和站(中山路)》。 屬於新北市區公車。 例假日停駛。             |
| 201                | 臺北客運                   | 中和－捷運龍山寺站                                         | 停靠《捷運中和站(中山路)》、《華中橋》。 屬於新北市區公車。 例假日停駛。 |
| 202                | 指南客運                   | 新店－國父紀念館                                           | 停靠《華中橋》。                                                         |
| 202 區間           | 指南客運                   | 錦繡－臺北科技大學                                         | 停靠《捷運中和站(景平路)》、《華中橋》。 例假日停駛。                    |
| 262                | 大都會客運                 | 宏國德霖科技大學－民生社區                                 | 停靠《捷運中和站(中山路)》。                                             |
| 262 區間           | 大都會客運                 | 中和－民生社區                                             | 停靠《捷運中和站(中山路)》。                                             |
| 297                | 東南客運                   | 中和站－中山市場                                           | 停靠《捷運中和站(中山路)》。                                             |
| 307                | 臺北客運 首都客運          | 板橋－撫遠街                                               | 停靠《捷運中和站(景平路)》、《華中橋》。                                 |
| 307                | 臺北客運 首都客運          | 板橋－撫遠街                                               | 停靠《捷運中和站(景平路)》、《華中橋》。                                 |
| 796                | 臺北客運                   | 木柵－中和                                                 | 停靠《捷運中和站(景平路)》。                                             |
| 897                | 指南客運                   | 景文科技大學－板橋                                         | 停靠《捷運中和站(中山路)》。 屬於新北市區公車。 例假日停駛。             |
| 982                | 首都客運 大都會客運        | 新莊－新店                                                 | 停靠《捷運中和站(中山路)》。 屬於新北市區公車。                          |
| 985                | 三重客運                   | 新莊－捷運龍山寺站                                         | 停靠《捷運中和站(景平路)》、《華中橋》。 屬於新北市區公車。              |
| 跳蛙公車           | 指南客運                   | 捷運中和站－政大附中                                       | 停靠《捷運中和站(景平路)》。 屬於新北市區公車。                          |
| 通勤11             | 大都會客運                 | 中和－台北市政府                                           | 停靠《捷運中和站(中山路)》。                                             |
| 通勤12             | 大都會客運                 | 中和－台北市政府                                           | 停靠《捷運中和站(中山路)》。                                             |
| 環狀線免費接駁公車 | 台北客運 首都客運 三重客運 | 捷運中和站－捷運橋和站－捷運中原站－捷運板新站－捷運板橋站 | 僅停靠《捷運中和站(中山路)》                                             |

## 腳註

### 來源資料
1. 1 2  . 卞金峰. 中央社. 2020-01-21  [2020-01-21]. （原始内容存档于2020-02-26）.
2. 1 2  捷運環狀線1/31通車 一張圖看懂哪8站可以轉乘 （页面存档备份，存于），自由時報，2020-01-21 16:49:13。
3. 1 2  新北環狀線 1月31日通車營運，新北環狀線免費試乘3日，吸引超過11萬人試乘 （页面存档备份，存于），翻爆，2020-01-24。
4. ↑  . 臺北大眾捷運股份有限公司. 2021-01-15.
5. ↑  范陳柏. . 臺北市: 臺北市政府捷運工程局. 2000.
6. ↑  . 臺北市政府捷運工程局. 2019-01-15. （原始内容存档于2020-11-05） （中文（臺灣））.
7. ↑  陳雨鑫. . 聯合報. 2014-05-24  [2014-05-27]. （原始内容存档于2014-05-26） （中文（臺灣））.
8. ↑   (PDF). 臺北市政府捷運工程局. 2012-06  [2014-02-27]. （原始内容 (PDF)存档于2014-03-03） （中文（臺灣））.
9. ↑  . 2015-12-15  [2016-01-11]. （原始内容存档于2017-07-06） （中文（臺灣））.
10. ↑  新北捷運環狀線 19日起免費試乘 （页面存档备份，存于），Yahoo奇摩新聞，2020年1月17日 上午2:26。
11. ↑  捷運新北環狀線 19日起免費試乘 （页面存档备份，存于），自由時報，2020-01-17 05:30:00。
12. ↑  20210607中和站列車多重故障警訊初步處理報告 （页面存档备份，存于），台北捷運公司，2021年6月8日 上午9:15
13. ↑  葉德正、楊亞璇. . 中時新聞網. 2022-06-07  [2022-06-07]. （原始内容存档于2022-06-15） （中文）.
14. ↑  高華謙. . 中央社. 2024-04-03  [2024-04-08]. （原始内容存档于2024-04-04） （中文（臺灣））.
15. ↑  高華謙. . 中央社. 2024-04-07  [2024-04-08]. （原始内容存档于2024-04-12） （日语）.
16. ↑  . 臺北市交通統計資料庫查詢系統. 2021-02-04  [2022-06-25]. （原始内容存档于2020-11-28）.

## 外部連結
- 臺北大眾捷運股份有限公司（页面存档备份，存于）
- 臺北市政府捷運工程局（页面存档备份，存于）
- 中和站位置圖（台北捷運公司）（页面存档备份，存于）
- 中和站車站剖面相關位置圖（台北捷運公司）（页面存档备份，存于）